# Jujitsu Shinsen
Il Jujitsu Shinsen è un gruppo sportivo di jujitsu che ha ottenuto con i propri atleti 8 titoli europei, 4 titoli mondiali

## Storia

### Il Pre-Shinsen (2002-2011)
La sede centrale a Pieve di Cento è stata aperta nel 2002 dal maestro Silvano Rovigatti al quale si sono succeduti vari insegnanti per poi giungere, nel 2004, a Michele Vallieri attuale maestro e Direttore Tecnico del gruppo sportivo.
Dal 2006 al 2011 il dojo opera singolarmente come CSR Jujitsu Pieve di Cento inserendo nelle proprie file gli assistenti Salah Eddine Ben Brahim nel 2006 e Sara Paganini nel 2009.

### Gli inizi (2012-2015)
Nel 2012 i maestri decidono di avviare un dojo stabile a Finale Emilia visto che dopo il terremoto dell’Emilia del 2012 erano rimaste poche attività indoor per praticare sport tra i ragazzi. Con l’idea di dare unità e senso di appartenenza ai 2 dojo si decide di cambiare la denominazione del gruppo in CSR JUJITSU SHINSEN. Anche l’istruttore Ben Brahim decide di collaborare con la fondazione del gruppo operando come referente di un nuovo dojo a San Giovanni in Persiceto nel 2013. In questi anni cresce l’attività agonistica e il gruppo porta in maglia azzurra 7 allievi, con Michele Vallieri che viene nominato Allenatore della nazionale di duo system.

### L’espansione (2016-2019)
L’attività cresce sia in campo agonistico (17 sono i titolari azzurri nelle file blu e oro) sia in campo tecnico promozionale: nel maggio 2016 Andrea Stravaganti apre un corso a Bomporto, l’embrione che diventerà, la stagione sportiva successiva, il dojo di Sorbara. Nella stagione 2016/2017 sulla scia avviano anche altri dojo a: Poggio Renatico, Lagosanto e San Prospero; Si assiste poi all’apertura la stagione successiva di altri 3 dojo: Castelmassa, San Giorgio di Piano e Jolanda di Savoia e l'annessione de I Guerrieri di Altedo del maestro Rian Di Pietro.

## Atleti in nazionale
Il jujitsu SHINSEN ha portato 40 atleti a vestire la maglia azzurra nelle più importanti manifestazioni internazionali.
| Atleta                    | Categoria                 | Anni nazionale | Continentale | Mondiale | World Games |
| ------------------------- | ------------------------- | -------------- | ------------ | -------- | ----------- |
| Michele Vallieri          | duo system misto          | 2013 / 2018    | Oro          | Oro      | Oro         |
| Sara Paganini             | duo system misto          | 2013 / 2018    | Oro          | Oro      | Oro         |
| Sara Paganini             | duo system femminile      | 2017 / 2024    | Argento      | Oro      | Argento     |
| Ruben Cassano             | duo system misto          | 2022           |              | Bronzo   |             |
| Giulia Plumitallo         | duo system misto          | 2022           |              | Bronzo   |             |
| Giulia Plumitallo         | duo system femminile      | 2024           |              | Oro      |             |
| Antonella Farné           | fighting F -52 U18        | 2013 / 2014    | Bronzo       |          |             |
| Antonella Farné           | fighting F -55 U21        | 2015 / 2017    | Bronzo       | Bronzo   |             |
| Antonella Farné           | ne waza F -55 U21         | 2015 / 2016    |              | Bronzo   |             |
| Linda Meotti              | duo system misto U18      | 2013 / 2014    |              |          |             |
| Linda Meotti              | duo system misto U21      | 2015 / 2017    | Bronzo       | Bronzo   |             |
| Linda Meotti              | show system misto U21     | 2017           | Argento      | Oro      |             |
| Linda Meotti              | duo system femminile      | 2017 / 2018    | Bronzo       |          |             |
| Matteo Melloni            | duo system misto U18      | 2013 / 2014    |              |          |             |
| Matteo Melloni            | duo system misto U21      | 2015 / 2017    | Bronzo       | Bronzo   |             |
| Matteo Melloni            | show system misto U21     | 2017           | Argento      | Oro      |             |
| Salah Eddine Ben Brahim   | duo system maschile       | 2016 / 2018    | Bronzo       | Bronzo   |             |
| Salah Eddine Ben Brahim   | show system maschile      | 2017           |              |          |             |
| Andrea Stravaganti        | show system maschile      | 2016 / 2017    | Bronzo       |          |             |
| Andrea Stravaganti        | duo system maschile       | 2017           |              | Bronzo   |             |
| Andrea Castrignanò        | show system maschile      | 2016 / 2017    | Bronzo       |          |             |
| Lia Gallerani             | duo system misto U18      | 2015 / 2017    | Argento      |          |             |
| Lia Gallerani             | duo system femminile U18  | 2017           |              | Bronzo   |             |
| Lia Gallerani             | duo system femminile U21  | 2018           |              |          |             |
| Michael Galuppi           | duo system misto U18      | 2015 / 2017    | Argento      |          |             |
| Giulia Gallerani          | duo system femminile U18  | 2017           |              | Bronzo   |             |
| Giulia Gallerani          | duo system femminile U21  | 2018           |              |          |             |
| Adam Namouchi             | ne waza M -62 U21         | 2017 / 2018    |              |          |             |
| Adam Namouchi             | ne waza M -62             | 2019           | Argento      |          |             |
| Adam Namouchi             | fighting M -62            | 2019           | Oro          |          |             |
| Nicole Romagnoli          | fighting F -63 U18        | 2018           |              |          |             |
| Linda Marangoni           | fighting F-49 U21         | 2017           |              |          |             |
| Linda Marangoni           | fighting F -55 U21        | 2018           |              |          |             |
| Elisa Marcantoni          | fighting F-70 U21         | 2017 / 2018    |              | Bronzo   |             |
| Elisa Marcantoni          | fighting F-70             | 2018           |              |          |             |
| Francesca Cusinatti       | show system femminile     | 2016           | Bronzo       |          |             |
| Francesca Cusinatti       | show system femminile U21 | 2017           |              |          |             |
| Francesca Cusinatti       | duo system femminile U21  | 2017           |              |          |             |
| Carlotta Alberghini       | show system femminile     | 2016           | Bronzo       |          |             |
| Carlotta Alberghini       | show system femminile U21 | 2017           |              |          |             |
| Carlotta Alberghini       | duo system femminile U21  | 2017           |              |          |             |
| Camilla Memola            | duo system femminile U21  | 2013           |              | Argento  |             |
| Stefania Picciuto         | duo system femminile U21  | 2013           |              | Argento  |             |
| Matteo Bosi               | show system misto U18     | 2022           |              |          |             |
| Matteo Bosi               | duo system misto U18      | 2024           |              | Argento  |             |
| Martina Trevisani         | duo system misto U18      | 2024           |              | Argento  |             |
| Arianna Buttini           | duo system femminile U16  | 2024           |              |          |             |
| Arianna Buttini           | show system femminile U16 | 2024           |              | Bronzo   |             |
| Viola Guitti              | duo system femminile U16  | 2024           |              |          |             |
| Viola Guitti              | show system femminile U16 | 2024           |              | Bronzo   |             |
| Luca Campanini            | fighting M -34 U15        | 2018           |              | Bronzo   |             |
| Fabio Forzatti            | duo system maschile       | 2016 / 2017    |              |          |             |
| Simone Cammarano          | show system maschile      | 2022           |              |          |             |
| Simone Cammarano          | show system misto         | 2022           |              |          |             |
| Giulia Gamberini          | show system femminile     | 2022           |              |          |             |
| Giulia Gamberini          | show system misto         | 2022           |              |          |             |
| Rebecca Bellei            | show system femminile     | 2022           |              |          |             |
| Alberto Gambetta          | show system maschile      | 2022           |              |          |             |
| Favour Munachiso Cevolani | show system misto U18     | 2022           |              |          |             |
| Lorenzo Belletti          | fighting M -60 kg U18     | 2022           |              |          |             |
| Matteo Forzatti           | Fighting M -60 U18        | 2018           |              |          |             |
| Linda Cavicchi            | fighting F -55 U21        | 2018           |              |          |             |
| Federico Maroni           | fighting M -69 U21        | 2017 / 2018    |              |          |             |
| Matteo Buttieri           | duo system Maschile U21   | 2024           |              |          |             |
| Yuri Tordi                | duo system Maschile U21   | 2024           |              |          |             |
| Alice Raggio              | duo system misto U16      | 2023           |              |          |             |
| Alessandro Raggio         | duo system misto U16      | 2023           |              |          |             |

## Dojo
| Comune               | Anno Apertura | Entrata SHINSEN | Shinsen Founder                  | Insegnante Attuale               |
| -------------------- | ------------- | --------------- | -------------------------------- | -------------------------------- |
| Pieve di Cento       | 2002          | 2012            | Michele Vallieri e Sara Paganini | Michele Vallieri e Sara Paganini |
| Finale Emilia        | 2012          | 2012            | Michele Vallieri e Sara Paganini | Kevin Aleotti                    |
| Sorbara              | 2016          | 2016            | Andrea Stravaganti               | ---                              |
| Poggio Renatico      | 2016          | 2016            | Michele Vallieri e Sara Paganini | Michele Vallieri e Sara Paganini |
| Lagosanto            | 2016          | 2016            | Fabio Forzatti                   | Alberto Gambetta                 |
| San Prospero         | 2016          | 2016            | Antonella Farné                  | ---                              |
| Jolanda di Savoia    | 2017          | 2017            | Francesca Cusinatti              | ---                              |
| Castelmassa          | 2017          | 2017            | Linda Marangoni                  | ---                              |
| Altedo               | 2015          | 2018            | Rian Di Pietro                   | Rian Di Pietro                   |
| San Giorgio Di Piano | 2018          | 2018            | Adam Namouchi                    | ---                              |
| Ceneselli            | 2019          | 2019            | Linda Marangoni                  | ---                              |
| Migliarino           | 2022          | 2023            | Elisa Mantovani                  | Elisa Mantovani                  |
| Porto Garibaldi      | 2015          | 2023            | Michele Vallieri                 | Michele Vallieri                 |
| San Pietro in Casale | 2024          | 2024            | Rian Di Pietro                   | Rian Di Pietro / Fabio Pelati    |